# Aloe dabenorisana
Aloe dabenorisana é uma espécie de liliopsida do gênero Aloe, pertencente à família Asphodelaceae.